# Лёвин, Григорий Тимофеевич
Григорий Тимофеевич Лёвин (2 августа 1917, Славяносербский уезд, Екатеринославская губерния — 29 октября 2008, Белгород) — советский военный лётчик, участник Великой Отечественной войны, полковник, Герой Советского Союза (1945). Выйдя в отставку работал инженером-диспетчером в управлении «Белгородоблгаз», затем во Всесоюзном объединении «Белгородцентротяжстрой».

## Биография
Григорий Тимофеевич Лёвин родился 2 августа 1917 года в семье шахтёра на руднике Криворожье Павловской волости Славяносербского уезда Екатеринославской губернии, ныне посёлок рудника находится в черте города Брянка Луганской области Украины, город находится под контролем Луганской Народной Республики.
В 1934 году окончил Луганскую среднюю школу, а в 1935 году — горнопромышленное училище. Работал электрослесарем подземным на шахте № 1-1 бис «Криворожье».
С 1937 года член ВЛКСМ.
В Красной Армии с ноября 1938 года. Служил в городе Ворошиловграде авиационным мотористом. Окончил Ворошиловградскую школу пилотов. В конце 1940 года получил направление на учебу во 2-ю Вольскую авиационную школу механиков и после её окончания в декабре 1941 года зачислен в Ярославскую школу стрелков-бомбардиров механиком самолёта. В 1942 году после расформирования школы переведён в Ивановскую школу, где он освоил специальность лётчика и получил направление в 565-й авиационный полк 224-й штурмовой авиадивизии.
Участник Великой Отечественной войны с 3 мая 1943 года. Воевал на Брянском, Западном, 3-м и 4-м Украинских фронтах, принимал участие в боях на северном фасе Курской дуги.
В 1944 году вступил в ВКП(б), в 1952 году партия переименована в КПСС.
К апрелю 1945 года совершил 100 успешных боевых вылетов на самолёте Ил-2 на штурмовку скоплений живой силы и техники противника, нанеся ему значительный урон. 18 августа 1945 года за образцовое выполнение боевых заданий командования и проявленные при этом мужество и героизм капитану Лёвину Григорию Тимофеевичу, командиру эскадрильи 565-го штурмового авиационного полка 224-й штурмовой авиационной дивизии 8-го штурмового авиационного корпуса 8-й воздушной армии 4-го Украинского фронта, присвоено звание Героя Советского Союза с вручением ордена Ленина и медали «Золотая Звезда».
Всего за годы войны совершил 129 боевых вылетов. Войну он закончил командиром эскадрильи в звании капитана.
В 1952 году окончил курсы усовершенствования командного состава в Таганроге и получил назначение в Забайкальский военный округ, в 23-е военное штурманское училище. В 1954 году училище было перебазировано в город Шадринск, где он был назначен заместителем командира полка по летной подготовке. Здесь освоил реактивный бомбардировщик Ил-28. Избирался депутатом Шадринского городского Совета депутатов трудящихся.
С 1959 года полковник в запасе. С 1960 года жил в Белгороде. Работал диспетчером в управлении «Белгородоблгаз», а с 1974 года и до выхода на пенсию в 1990 году был старшим инженером-диспетчером во Всесоюзном объединении «Белгородцентротяжстрой». Неоднократно избирался депутатом Белгородского городского Совета депутатов, был народным заседателем Белгородского городского суда. На протяжении ряда лет был командующим играми «Зарница» и «Орленок». На протяжении 10 лет — член президиума областного совета ветеранов.
Григорий Тимофеевич Лёвин умер 29 октября 2008 года. Похоронен на кладбище Ячнево города Белгорода Белгородской области.

## Награды
- Герой Советского Союза, 18 августа 1945 года[2]
  - Медаль «Золотая Звезда» № 8788
  - Орден Ленина № 34110
- Орден Дружбы, 2 марта 2005 года
- Орден Красного Знамени, трижды: 12 августа 1944 года[3], 22 декабря 1944 года[4], 9 июня 1945 года[5]
- Орден Александра Невского, 4 апреля 1945 года[6]
- Орден Отечественной войны I степени, 6 апреля 1985 года[7]
- Орден Красной Звезды, дважды: 6 августа 1943 года[8], 30 апреля 1954 года
- Медали, в том числе:
  - Медаль «За боевые заслуги», 20 июня 1949 или 1950 года[9]
  - Юбилейная медаль «В ознаменование 100-летия со дня рождения Владимира Ильича Ленина», 1970 год.
  - Медаль «За победу над Германией в Великой Отечественной войне 1941—1945 гг.», 15 сентября 1945 года[10]
  - Медаль «За освобождение Праги», 21 апреля 1946 года[11]
- Звание Почётного гражданина города Белгорода, Решение исполкома городского Совета депутатов трудящихся от 5 августа 1988 года № 356[12].
- Звание Почётного гражданина города Брянка Луганской области, май 1975 года.
- Почётная грамота Президиума Верховного совета Российской Федерации, 23 июля 1993 года[13]

## Память
- В Белгороде на Аллее Героев в парке Победы в августе 2008 года установлен бюст Героя.
- Мемориальная доска на доме, где жил Герой, город Белгород, Театральный проезд, 1.
- Мемориальная доска на Мемориале выпускникам Вольского высшего военного училища тыла.

## Семья
- Отец — Лёвин Тимофей Иванович (1900—1919), трудился в шахте.
- Мать — Лёвина Ирина Федоровна (1897 — ?).
- Супруга — Лёвина Клавдия Игнатьевна (р. 1924), участница Великой Отечественной войны, работала главным бухгалтером.
- Сын — Лёвин Валерий Григорьевич (р. 1948), окончил консерваторию, лауреат Республиканского конкурса баянистов.